# Samarai

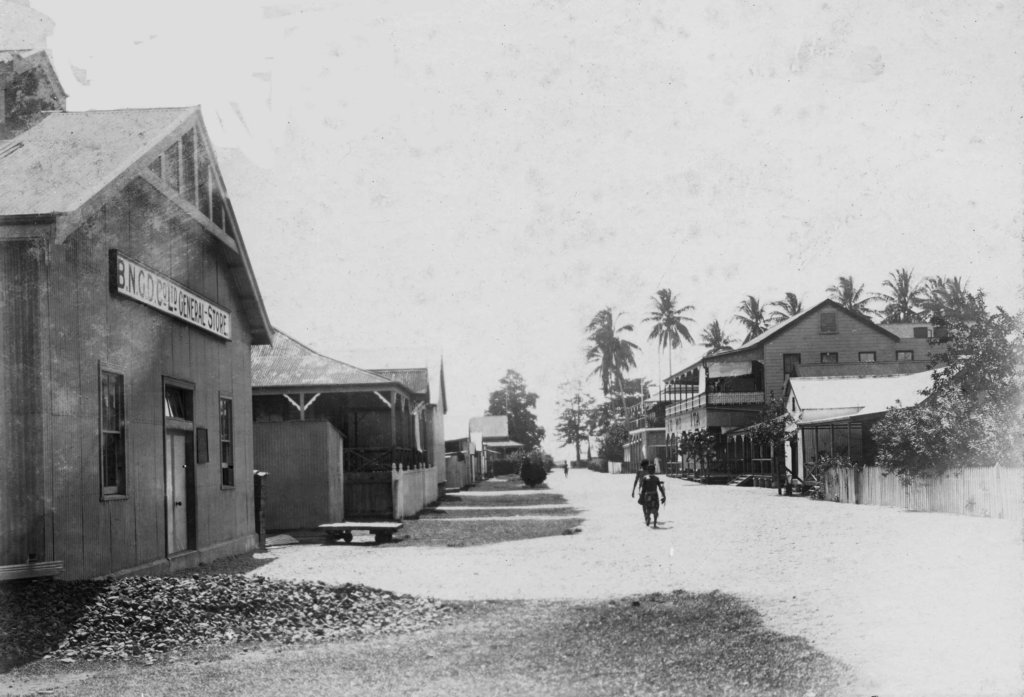
Una escena callejera comercial en Samarai de 1906

Samarai es una isla y antigua capital administrativa en la provincia de Bahía Milne, Papúa Nueva Guinea .
La isla tiene importancia histórica por ser puerto comercial y lugar de escala entre Australia y Asia Oriental. La ciudad de Samarai se estableció en la isla, que en su apogeo fue la segunda más grande después de Puerto Moresby en el Territorio de Papúa.
Los británicos ordenaron destruir la ciudad de Samarai durante la Segunda Guerra Mundial por temor a la ocupación japonesa. Aunque fue reconstruida después de la guerra y funcionó como sede provincial hasta 1968, los cambios económicos hicieron que Samarai no recuperara totalmente su estatus regional y decayó desde entonces. La isla fue declarada Patrimonio Histórico Nacional por el gobierno de Papúa Nueva Guinea en 2006.

## Geografía
Ubicada en el extremo sureste de Nueva Guinea, en el estrecho de China, Samarai tiene una superficie de solo 285 000 metros cuadrados (70 acre) o 29 hectáreas. En el censo de población de 2014, la isla tenía una población de 460 habitantes, lo que la convierte en una de las islas más densamente pobladas de la zona. La isla forma parte del archipiélago de las Luisiadas.

## Historia

### Asentamiento

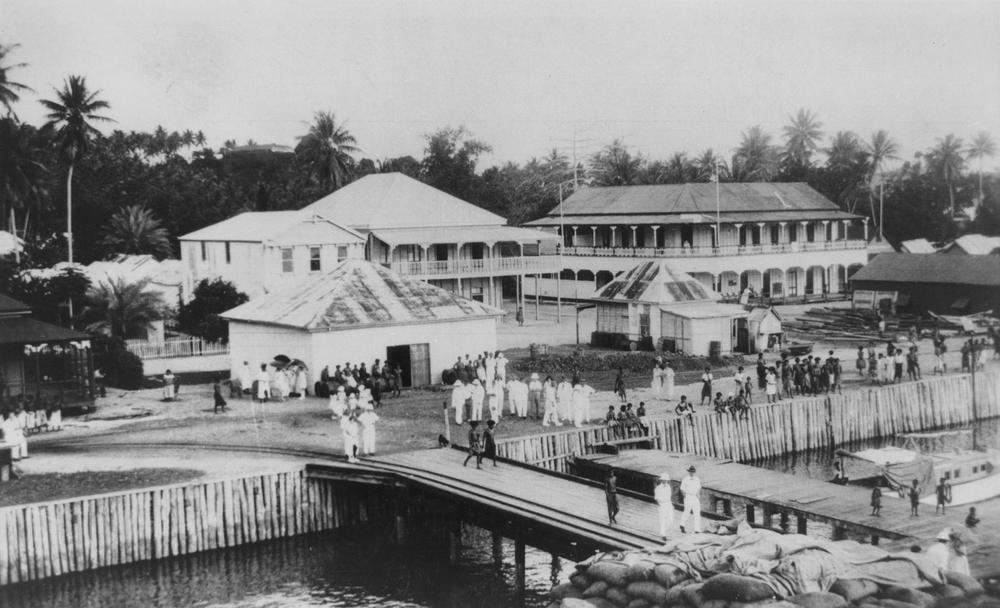
Samarai hacia 1927

La isla fue descubierta por el capitán John Moresby mientras comandaba el HMS Basilisk en 1873. Moresby originalmente la llamó a la isla Dinner, después de haber comido allí. Cinco años más tarde, en 1878, el reverendo S. MacFarlane, de la Sociedad Misionera de Londres, estableció una estación misionera en la isla. Un funcionario del gobierno fue enviado a la isla después de que se declarara un protectorado sobre Nueva Guinea Británica.
En 1884, un comerciante y sesenta papúes establecieron una tienda frente a la playa para los barcos que pasaban. En los primeros años un gran pantano palúdico causó problemas de salud en Samarai, pero la situación mejoró después de 1898 cuando fue rellenado. Después de la anexión de Nueva Guinea Británica en 1888, Samarai se convirtió en la sede de un distrito administrativo. Posteriormente se creó un tribunal y se nombró a un magistrado.
En el siglo XX, la isla era una bulliciosa y cosmopolita ciudad portuaria, centro administrativo y un importante centro comercial,  al punto que, en 1902, el valor de los bienes exportados desde Samarai era tres veces el valor de los exportados desde Puerto Moresby. En 1907 ya había tres pubs, la sede de un obispo, una rectoría, una iglesia, tres tiendas, edificios gubernamentales, hospitales y residencias privadas. En 1927 se suministró energía eléctrica y se instaló alumbrado público.

### Decadencia y Segunda Guerra Mundial

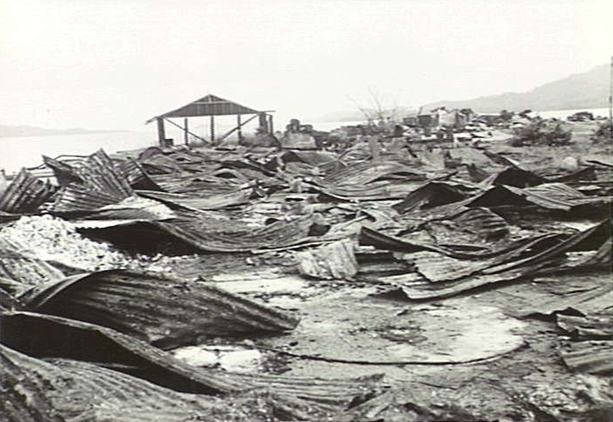
Edificios destruidos en Samarai en 1942.

En la década de 1920, la ciudad había perdido importancia y en la década de 1940 el 70 por ciento de los productos se exportaban desde Puerto Moresby, aunque Samarai todavía era una sede importante para el comercio de copra. En 1940, Sir Hubert Murray, teniente gobernador del territorio de Papúa, viajó a Samarai tras enfermarse, falleciendo en la isla.
Tras el estallido de la Segunda Guerra Mundial y con el avance japonés en el Pacífico, el gobierno australiano ordenó la evacuación de Samarai en enero de 1942. Posteriormente, ese mismo año, fue destruida para evitar que los muelles y edificios cayeran bajo control japonés. En julio de 1943, un destacamento de Seabees del 84.º Batallón de Construcción Naval construyó una base de hidroaviones en la isla como parte de la Base Naval Bahía Milne. A pesar de la falta de materiales, la base incluía una rampa de 15 m y un hangar, que fueron construidos en 42 días.  El Escuadrón de Patrulla 101 (VP-101), que volaba un PBY Catalinas, fue enviado a la estación. El USS San Pablo (AVP-30) y el barco de rescate de aeronaves C-9485 también operaron desde la base de hidroaviones de Samarai .
Aunque Samarai se restableció después de la guerra, nunca recuperó su tamaño o influencia anteriores y en 1968 la capital de la provincia de Bahía Milne se trasladó a Alotau. En 2006, el primer ministro de Papúa Nueva Guinea, Sir Michael Somare, declaró la isla Patrimonio Histórico Nacional y prometió restaurar los servicios básicos y renovar sus monumentos y edificios como atracción turística.

## Administración
La isla está dividida en dos distritos: Samarai Sur y Samarai Norte. Ambos pertenecen al Área de Gobierno Local Rural de Bwanabwana, distrito de Samarai-Murua, que se encuentran en la provincia de Bahía Milne.

## Flora y fauna
Samarai es famoso por tener 2 especies de murciélagos :
- Pipistrelle menor de Papúa
- Pipistrelle de Watts